# Jimmy Knepper
Jimmy Knepper (Los Ángeles, 1927 - Triadelphia, de Virginia Occidental, 14 de junio de 2003) fue un trombonista estadounidense de jazz encuadrado estilísticamente en el hard bop.
Intérprete de corneta contralto en su infancia, se pasó al trombón en 1938. Inició su formación musical con profesores particulares, antes de asistir a clases en diversos institutos de su ciudad natal.
Inició su carrera profesional a mediados de los años cuarenta, tocando en big bands como la de Roy Porter (1948-1949).
En 1956 se marchó a Nueva York y empezó a colaborar con Charles Mingus en su Jazz Workshop, a quien acompañó en muchos de sus más importantes trabajos, hasta que en 1962 Mingus lo agredió físicamente, tras lo cual la relación quedó rota.
Knepper tocó también con Stan Kenton en 1959 y a comienzos de los sesenta con Gil Evans, Benny Goodman, etc. Después, también trabajó con Thad Jones y Mel Lewis, en Broadway, con Lee Konitz y formó parte en 1979 de la Mingus Dynasty, banda dirigida por el baterista Dannie Richmond.